# If We Ever Meet Again
"If We Ever Meet Again" é o quarto single do álbum de estúdio Shock Value 2, do rapper, compositor e produtor musical estadunidense, Timbaland. A canção teve a participação da cantora estadunidense de música pop e pop rock, Katy Perry. Gravado em 2009 pela Blackground Records e Universal Music Group, o single foi lançado em 1 de dezembro de 2009 nos Estados Unidos e em 15 de fevereiro de 2010 no Reino Unido.

## Composição
Timbaland, Jim Beanz, M. Busbee foram responsáveis pela composição, que a princípio, a canção não tinha nada a ver com a versão atual. Timbaland decidiu mudar o estilo musical da canção e em entrevista à MTV, Timbaland disse que a nova versão foi inspirada no trabalho de will.i.am, "I Gotta Feeling", pois a música "é alegre e dá uma sensação boa". Durante as gravações, Timbaland não gravou a canção com estilo rap, mas cantou e saiu-se bem.

## Videoclipe
O videoclipe foi filmado em dezembro de 2009, dirigido por Paul "Coy" Allen. Timbaland disse à MTV que quer que seu vídeo  seja algo sério com Perry sendo seu anjo da guarda: "Eu quero fazer algo profundo, talvez algo que não seja um relacionamento. Eu quero fazer algo que mostre Perry salvando-me de minha vida depressiva, algo assim". Foram divulgadas cenas do vídeo de Katy Perry e Timbaland juntos, onde o site EGO descreveu os trajes da cantora de "modelito estiloso". Ele foi lançado em 18 de janeiro de 2010.

## Paradas musicais
| Charts (2009/2010)                        | Melhor posição |
| ----------------------------------------- | -------------- |
| Canadá - Canadian Hot 100                 | 4              |
| Nova Zelândia - New Zealand Singles Chart | 1              |
| Estados Unidos - Billboard Hot 100        | 37             |
| Reino Unido - UK Singles Chart            | 3              |
| Irlanda - Irish Singles                   | 3              |